# Westrehem
Westrehem település Franciaországban, Pas-de-Calais megyében. Lakosainak száma 248 fő (2022. január 1.). Westrehem Ligny-lès-Aire, Auchy-au-Bois, Febvin-Palfart, Fontaine-lès-Hermans és Nédonchel községekkel határos.

## Népesség
A település népessége az elmúlt években az alábbi módon változott:
| Lakosok száma | 211  | 230  | 240  | 244  | 249  | 256  | 253  | 251  | 248  |
|               | 2013 | 2015 | 2016 | 2017 | 2018 | 2019 | 2020 | 2021 | 2022 |